# Silence (film, 1971)
Pour les articles homonymes, voir Silence (homonymie).
Pour plus de détails, voir Fiche technique et Distribution.
Silence (沈黙, Chinmoku) est un film japonais réalisé par Masahiro Shinoda, sorti en 1971. Il s'inspire du roman homonyme (Silence) de Shūsaku Endō qui en a écrit lui-même le scénario.

## Synopsis
Au XVIIe siècle, alors que le christianisme est banni au Japon et les chrétiens sévèrement persécutés, deux missionnaires jésuites portugais parviennent à entrer dans le pays pour apporter un soutien moral et religieux aux catholiques et surtout retrouver et faire revenir à la foi chrétienne le père Ferreira, ancien jésuite qui, sous la torture, a apostasié. 
Les deux missionnaires portugais sont arrêtés après quelque temps et, raffinement de cruauté, ne sont pas eux-mêmes torturés mais doivent assister à la torture que subissent leurs fidèles catholiques. C’est moralement et religieusement insupportable et les missionnaires s’interrogent sur  le ‘silence de Dieu’ dans une telle situation.

## Fiche technique
- Titre : Silence
- Titre original : 沈黙 (Chinmoku?)
- Réalisation : Masahiro Shinoda
- Scénario : Shūsaku Endō
- Production : Kiyoshi Iwashita, Kinshirō Kuzui, Tadasuke Ōmura
- Société de production : Tōhō
- Société de distribution : Carlotta Films (France)
- Musique : Tōru Takemitsu
- Photographie : Kazuo Miyagawa
- Montage : Shikako Takahashi
- Pays d'origine :  Japon
- Langue originale : japonais
- Format : couleurs - 1,33:1 - son mono - 35 mm
- Genre : drame
- Durée : 130 minutes[1]
- Dates de sortie :
  - Japon :  3 novembre 1971[1]
  - France : 19 juin 2019[2]

## Distribution
- Shima Iwashita : Kiku
- Don Kenny : Francisco Garrpe
- David Lampson : Sebastian Rodrigo (basé sur le missionnaire jésuite Giuseppe Chiara)
- Mako Iwamatsu : Kichijiro
- Noboru Matsuhashi : Mokichi
- Tetsurō Tanba : Cristóvão Ferreira
- Rokkō Toura : l'interprète
- Eiji Okada : Inoue Chikugonokami
- Yūsuke Takita : Ichizo
- Yoshi Katō : un vieil homme
- Yoshiko Mita : une femme à Maruyama
- Taiji Tonoyama : un garde
- Yasunori Irikawa : Okada Saemon

## Récompenses et distinctions
Le film a remporté le prix Mainichi du meilleur film en 1971. Il était en compétition au Festival de Cannes 1972.